# 斯佩尔林加城堡

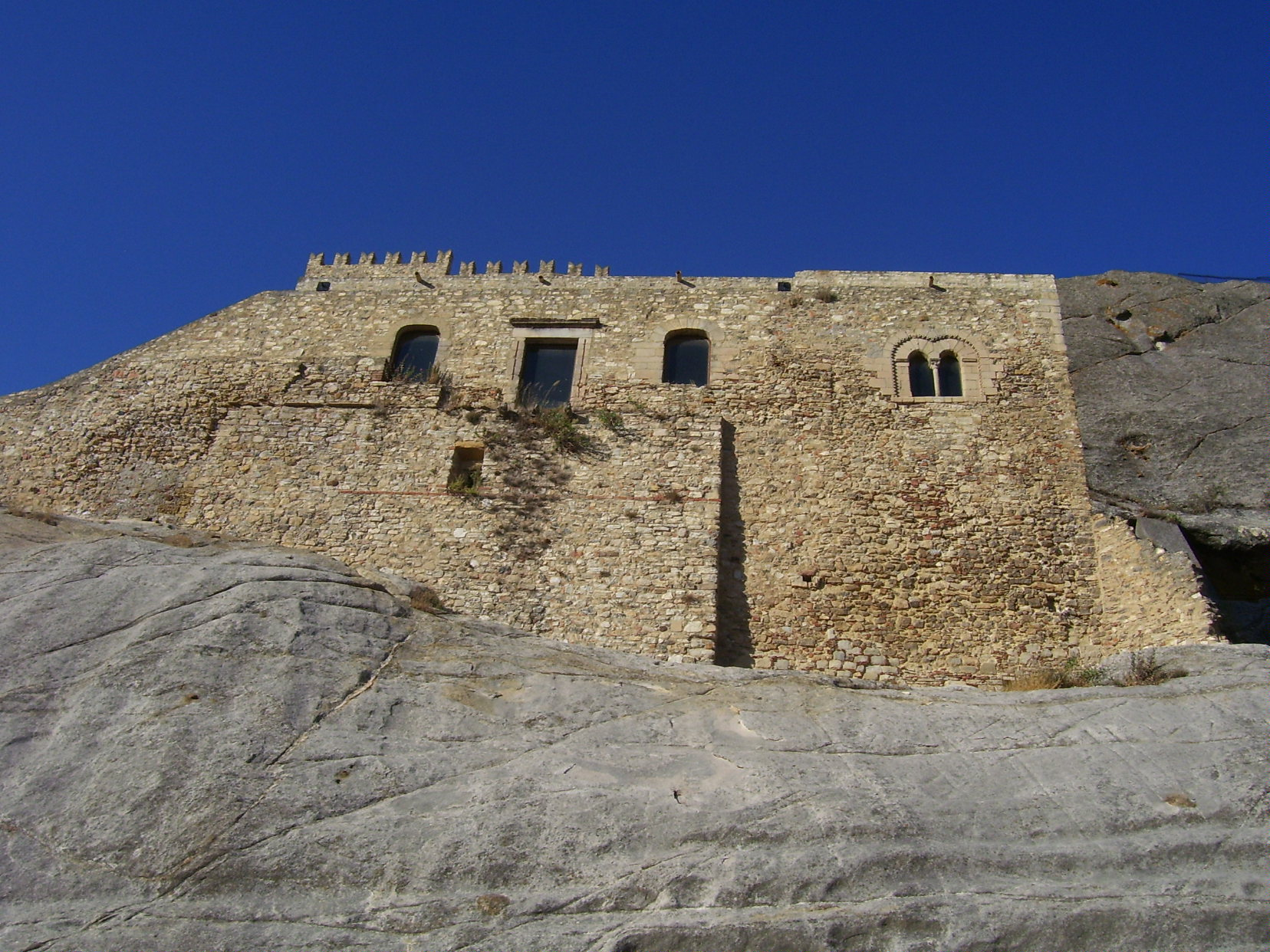
城堡前面

37°45′36″N 14°21′51″E / 37.76000°N 14.36417°E
斯佩尔林加城堡（義大利語：Castello di Sperlinga）是意大利米兰的一座城堡。

## 历史
曾经是统治斯佩尔林加纳托利的居所，现在安置了数个博物馆。 
这个地点上原来的建筑始建于10世纪。1600年，喬瓦尼·納托利开始重建城堡，其后人进一步加以修改。许多房间原来有精美的内部装饰。    